# Frederick H. Billings
Frederick H. Billings (27. září 1823 – 30. září 1890) byl americký právník a finančník. V letech 1879 až 1881 byl prezidentem Severní pacifické dráhy. Byla po něm pojmenována jedna západní železniční stanice, později pak město Billings, dnes počtem obyvatel největší metropole v Montaně. Billings se na jeho rozvoji významnou měrou sám podílel, neboť zde zavedl pravidelnou výstavbu a nechal postavit první kostel.